# Elnathan
Elnathan est le fils d'Achbor conseiller à la cour du roi Josias. Il a pour fille Nehoushta mariée au roi Joiaqim et certainement pour fils le général Coniah cité dans l'ostracon numéro trois des Lettres de Lakish. Elnathan tente de dissuader le roi Joiaqim de déchirer et de brûler les prophéties du prophète Jérémie et part en Égypte pour arrêter le prophète Ouriya en fuite.

## Famille
Elnathan est le fils d'Achbor,, fils de Micha,. Après la découverte du Livre de la Loi par le grand prêtre Helcias (en),, Achbor va consulter la prophétesse Houldah à la demande du roi Josias,.
Elnathan a pour fille Nehoushta mariée au roi Joiaqim et appelée la grande dame. Nehoushta est déportée à Babylone avec son fils le roi Joachin mais n'apparaît pas dans les rations de nourriture (en) attribuées à Joachin lors de son exil.
Elnathan a certainement pour fils le général Coniah mentionné dans l'ostracon numéro trois des Lettres de Lakish découvert par l'archéologue James Leslie Starkey et publié par le chercheur biblique Naftali Herz Tur-Sinai. Le général Coniah part en Égypte pour chercher des renforts à la demande du roi Sédécias avant la prise de Jérusalem.

## Biographie
Le prophète jérémie dicte des prophéties pro-babyloniennes à son secrétaire Baruch . Lorsque le roi Joiaqim prend connaissance de ces prophéties, il les déchire et les brûle  malgré la tentative d'Elnathan pour l'en dissuader.
Le prophète Ouriya émet d'autres prophéties pro-babyloniennes mais doit fuir devant la colère du roi Joiaqim. Elnathan part en Égypte pour arrêter le prophète Ouriya à la demande du roi Joiaqim et le ramène à Jérusalem où il est exécuté.